# سیارک ۱۰۹۹۷
سیارک ۱۰۹۹۷ (به انگلیسی: 10997 Gahm، نامگذاری:1978RX7) ده هزار و نهصد و نود و هفتمین سیارک کشف شده‌است که در ۲ سپتامبر ۱۹۷۸ کشف شد.
قدر مطلق سیارک برابر ۲۴.۵ است.